# Сєшань

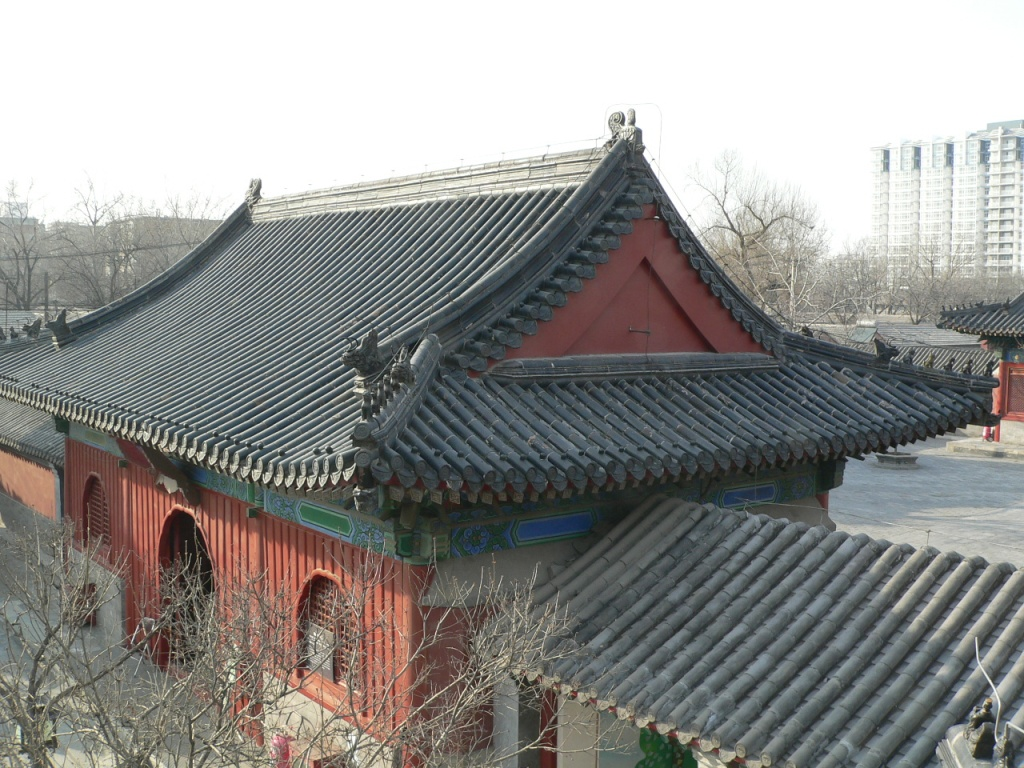
Зразок даху сєшань: храм Чжихуа, Пекін.

Дах Сєшань 歇山  ("із перерваними боківками")— різновид даху китайського походження, розповсюджений у Східній Азії (яп. ірімоя 入母屋). На відміну від простішого вальмового даху (вудянь 廡殿), з двох боків сєшань має загострені догори тимпани, від яких йде продовження даху (власно останнє й замінює собою трикутні вальми). Таким чином, побудова даху на торцях споруди різниться від побудови над довшими стінами.

## Назва

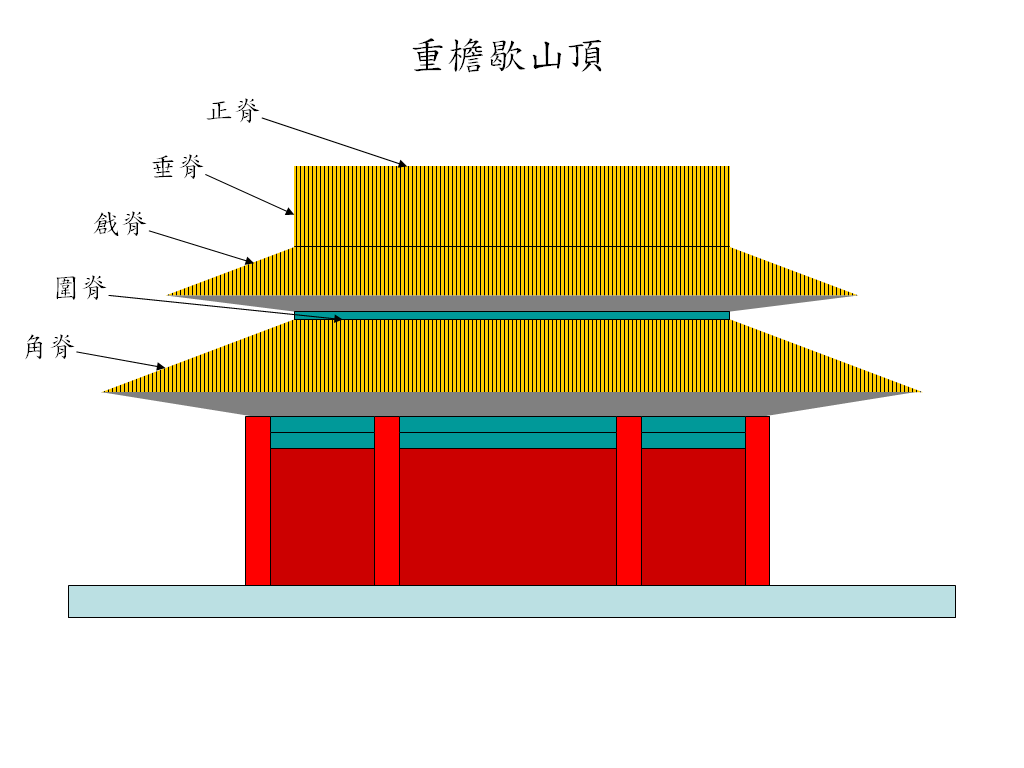
Подвійний дах сєшань

Оскільки китайська мова вживає термін цзі 脊 (jǐ, «хребет») як для гребня даху, так і для ребер, сєшань характеризують як конструкцію із дев'ятьох цзі, у той час як вудянь складається лише з п'ятьох. Класичний нарис з побудови дахів сєшань маємо у трактаті «Їнцзао фаши» (Yingzao Fashi), дин. Сун. Але там цей різновид дахів має назву «дев'ять цзі». Термін сєшань війшов у вжиток з династії Цін (1644–1911), коли поряд з ним для визначення простіших конструкцій даху також використовувалися терміни сюаньшань zh:悬山 та їншань zh:硬山. Загальною частиною у пізнішій класифікації став технічний термін шань («гора»): він характеризує бокові стіни та відсилає до комбінації несучих стовпів та балок, що утворює відповідний ієрогліф 山. 

## Історія
В історії китайської архітектури дах сєшань зафіксовано пізніше ніж звичайний вальмовий дах. У той час як останній використався ще у доімперські часи, вжиток сєшань відомий лише з династії Хань (206 до н. е. — 220 н. е.). Таким чином, сєшань став важливим елементом класичної китайської архітектури та відповідно зайняв помітне місце у китаєцентричній цивілізації Сходу. Його вразливість було широко використано у храмових та палацевих будівлях. 
Пізнішою модифікацією сєшань стали побудови квадратні у плані, де тимпани було розташовано з усіх боків (т.з. «дах із перехрещеними гребнями» zh:十字脊顶).

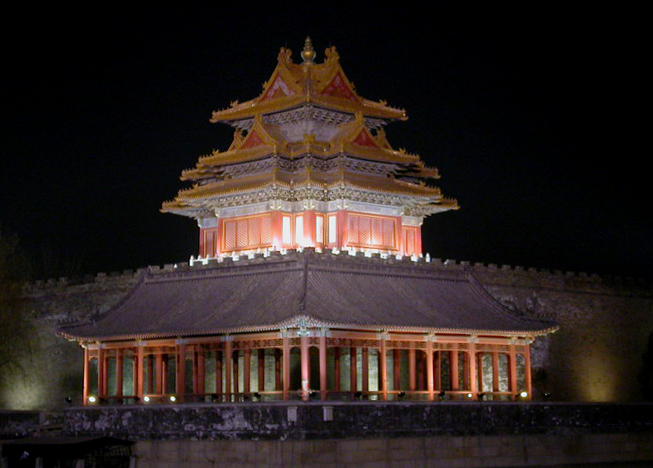
Модифікація сєшань: вежі на стіні Забороненого міста, Пекін.